# Bulón

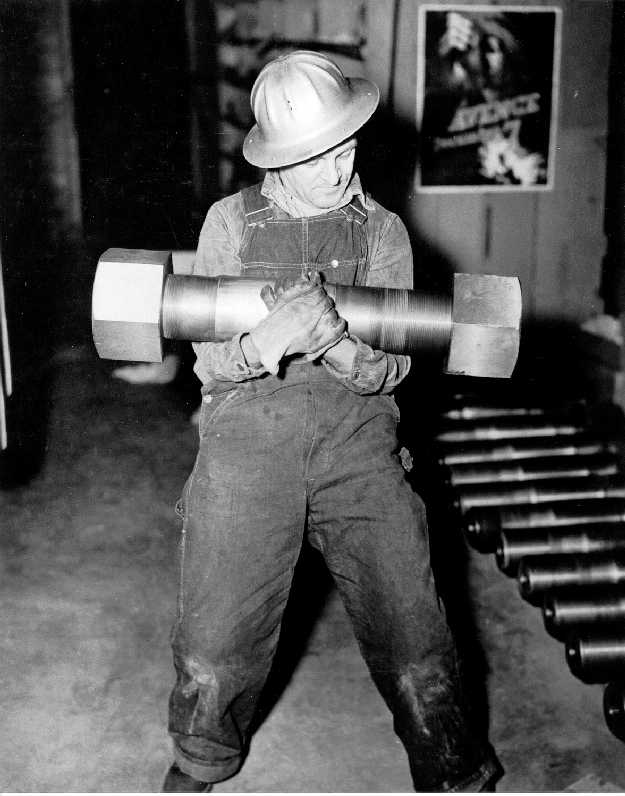
Bulones utilizados para unir secciones en el generador de la Presa Grand Coulee.

La palabra bulón  se utiliza para denominar tornillos de tamaño relativamente grande, con rosca solo en la parte extrema de su cuerpo, utilizados en obras de ingeniería, maquinaria pesada, vías férreas, etc.
Normalmente se disponen con la correspondiente arandela, que suele ser de presión, y se manipulan mediante llaves especiales.
Los motores alternativos de combustión interna poseen bulones que se realizan en acero templado mediante forja, aunque hay motores de competición con bielas de titanio o aluminio, realizadas por operaciones de arranque de material.
Otro ejemplo es  en el montaje de grandes elementos como aerogeneradores se utilizan grúas de gran envergadura, los tornillos que unen las secciones mayores a la grúa se hacen llamar bulones y van desde 25 cm de diámetro por 1.5 metros de largo.

## Denominación según países
Término usado en Argentina, Paraguay y Uruguay.
En España suele usarse como sinónimo de perno, roblón o roldaba.

## Usos específicos de los bulones
Los bulones tienen aplicaciones en una amplia variedad de sectores debido a su capacidad para soportar grandes esfuerzos y garantizar uniones seguras. Algunos de sus usos específicos incluyen:
- Bulones para aerogeneradores: Utilizados para unir las secciones de torres de gran tamaño. Pueden alcanzar dimensiones considerables, como 25 cm de diámetro por 1.5 metros de largo.
- Bulón de mangueta: Específico del sector automotriz, particularmente en vehículos pesados como camiones y autobuses. Este bulón conecta la mangueta al sistema de suspensión y dirección, permitiendo el movimiento seguro y preciso de las ruedas. Se fabrican con aceros de alta resistencia para soportar las altas cargas y fricciones propias de estos sistemas.[2]
- Bulones ferroviarios: Utilizados en la construcción y mantenimiento de vías férreas, donde se requiere una gran estabilidad y resistencia al desgaste.